# Aeródromo Puelo Bajo
El Aeródromo Puelo Bajo (OACI: SCPB) es un terminal aéreo ubicado en la localidad de Puelo Bajo, Provincia de Llanquihue, Región de Los Lagos, Chile. Este aeródromo es de carácter público.